# Nashia inaguensis
Nashia inaguensis är en verbenaväxtart som beskrevs av Charles Frederick Millspaugh. Nashia inaguensis ingår i släktet Nashia och familjen verbenaväxter. Inga underarter finns listade i Catalogue of Life.